# Pensacola ornata
Pensacola ornata är en spindelart som beskrevs av Simon 1902. Pensacola ornata ingår i släktet Pensacola och familjen hoppspindlar. Inga underarter finns listade i Catalogue of Life.